# Bakuman.
Bakuman. (japanisch バクマン。) ist ein japanischer Shōnen-Manga, der von Tsugumi Ōba getextet und von Takeshi Obata illustriert wurde. Das Werk ist die zweite Kooperation der beiden Mangaka nach Death Note und erzählt die Geschichte der beiden Neuntklässler Moritaka Mashiro und Akito Takagi, deren Ziel es ist, gemeinsam Mangaka zu werden.

## Handlung
Der künstlerisch talentierte, jedoch beruflich orientierungslose 14-jährige Neuntklässler Moritaka Mashiro zeichnet einmal während der Schule ein Bild seines Schwarms Miho Azuki in ein Notizbuch. Als er nach der Schule bemerkt, dass er dieses hat liegen lassen, geht er zurück, um es zu holen, da es viele solcher ihm peinlichen Zeichnungen enthält. In seiner Klasse angekommen, muss er feststellen, dass der Klassenbeste Akito Takagi es in der Hand hält. Dieser bittet Moritaka, für ihn Mangas zu zeichnen, für die er die Handlung schreiben wolle, da er selbst nicht besonders zeichnerisch begabt sei. Zuerst lehnt Moritaka entschieden ab, da sein Onkel schon Mangaka war und Moritaka um dessen stressiges Leben und seinen Tod durch Überarbeitung, den Moritaka als Selbstmord interpretiert, Bescheid weiß.
Auf dem Nachhauseweg mit diesem Gedanken beschäftigt, bekommt Moritaka einen Anruf von Akito, der ihm droht, Miho von Moritakas Verliebtheit zu erzählen, wenn dieser Akitos Bitte nicht nachkommt. Als Moritaka vor Mihos Haus ankommt, wo Akito ihn schon erwartet, kommt auch schon Miho heraus. Akito verrät ihr daraufhin, dass er und Moritaka Mangaka werden wollen. Sie ist begeistert, da sie selbst plant Seiyū zu werden. Falls der Manga, den sie schreiben würden, als Anime adaptiert würde, könnte Miho die weibliche Hauptfigur sprechen. Von dieser Entwicklung überwältigt, muss Moritaka an seinen Onkel denken, der sich einmal in einer ähnlichen Situation befand, und macht Miho versehentlich einen Heiratsantrag. Miho ist vollkommen überrascht, jedoch nimmt sie an. Ihre einzige Bedingung ist, dass Moritaka und sie sich solange nicht sehen, bis ihr Traum wahr geworden ist.

## Charaktere
- Moritaka Mashiro (japanisch 真城 最高 Mashiro Moritaka)
 Er ist der Protagonist der Serie, der in die Fußstapfen seines verstorbenen Mangaka-Onkels tritt. Dieser unterhielt eine Brieffreundschaft mit einer alten Schulfreundin, der er aber sich nie seine Liebe zu gestehen traute, und später an Überarbeitung starb. Diesen Tod durch Überarbeitung, von dem Moritakas Eltern ihm erzählten, hielt Moritaka lange Zeit für Selbstmord, da er dachte, sein Onkel sei frustriert gewesen, da nach einem großen Erfolg keines seiner Werke mehr Anklang fand. Moritaka ist in seine Klassenkameradin Miho Azuki verliebt, die eine Karriere als Synchronsprecherin plant. Aus Angst, wie sein Onkel zu enden, macht Moritaka ihr in einem unüberlegten Moment einen Heiratsantrag, den Azuki wider Erwarten annimmt, die Heirat jedoch bis zur Verwirklichung ihrer Träume aufschiebt. Moritaka entscheidet sich, sich mit seinem Klassenkameraden Akito Takagi zusammenzutun, um einen Manga zu zeichnen, der in einem Wochenmagazin veröffentlicht und schließlich als Anime verarbeitet wird, damit Azuki dort die weibliche Hauptrolle sprechen kann.
 Moritaka ist ein talentierter Künstler, jedoch Perfektionist und immer unzufrieden mit seinen Zeichnungen. Er wird häufig Saikō (japanisch サイコー) genannt.
- Akito Takagi (japanisch 高木 秋人 Takagi Akito)
 Akito ist einer von Moritakas Klassenkameraden. Er ist Klassenbester und derjenige, der Moritaka zum Zeichnen brachte, indem er ihn zu einem Deal zwang. Seitdem arbeiten die beiden zusammen. Akito ist hierbei derjenige, der sich die oft unorthodoxen und tiefgründigen Storys ausdenkt. Seine Zeichenfähigkeiten lassen jedoch zu wünschen übrig, weswegen er Moritaka anwarb, mit ihm zu arbeiten. Von Klassenkameraden wird er oft Shūto (japanisch シュート) genannt, was wahrscheinlich eine Anspielung auf das englische Wort Shoot darstellt. Akito redete Moritaka mit seinem Schulspitznamen Saikō an, Moritaka jedoch verwendete nicht Akitos Schulspitznamen, da der im Vergleich zu seinem zu cool klang. Als Ersatz dachte er sich den Namen Shūjin (japanisch シュージン) aus. Im weiteren Verlauf der Geschichte kommt er mit Azukis bester Freundin Kaya Miyoshi zusammen, nach einiger Zeit kommt es sogar zur Heirat.
- Eiji Niizuma (japanisch 新妻 エイジ Niizuma Eiji)
 Eiji Niizuma ist Rivale und Freund zugleich von Moritaka und Akito. Nachdem er mit 15 Jahren den Tezuka-Mangapreis gewonnen hatte, veröffentlichte er selbst eine eigene Manga-Serie, die sehr erfolgreich läuft. Er ist sehr weltfremd und benimmt sich oft wie ein Kleinkind, da er jedoch ein genialer Mangaka ist, genießt er den Respekt der Redaktion und auch den Respekt der anderen Mangaka. Trotz alledem ist er in keiner Weise arrogant, sondern stets nett, sachlich und hilfsbereit. Leider hat er immer seinen eigenen Kopf und passt sich nicht an, sodass vor allem sein Redakteur Nerven behalten muss.
- Miho Azuki (japanisch 亜豆 美保 Azuki Miho)
 Miho ist die Verlobte Moritakas, deren Traum es ist, als Synchronsprecherin erfolgreich zu sein und die Hauptrolle in einem Anime von Moritaka und Akito zu sprechen. Trotz ihrer Schüchternheit scheint sie ein Talent dafür zu haben, da sie regelmäßig neue Angebote für Sprechrollen bekommt. Ihre Beziehung zu Moritaka basiert größtenteils auf E-Mail-Kontakt, da sie sich eigentlich nicht treffen wollen, bis beider Traum wahr wird. Für Miho ist diese Art der Beziehung von Vorteil, da sie nicht viel spricht und vor Moritaka immer sehr verlegen wird, trotzdem träumt sie davon, eines Tages mit ihm zusammen zu sein.
- Kaya Miyoshi (japanisch 見吉 香耶 Miyoshi Kaya)
 Kaya ist Mihos beste Freundin, dazu kommt sie im Laufe der Geschichte mit Akito zusammen, nach einiger Zeit heiraten die beiden sogar. Sie entwickelt sich zu einer wichtigen Helferin für Moritaka und Akito, da sie zum einen oft kleinere Arbeiten übernimmt, außerdem bringt sie meist Stimmung ins Zeichenstudio, da Moritaka ja sehr zurückhaltend ist. Sie ist aber keineswegs immer nett, gelegentlich ist sie aufbrausend, dazu betreibt sie Kampfsport, was vor allem für Akito das Zusammenleben nicht immer leicht macht. Trotzdem hat sie ein gutes Herz und hilft, wo sie nur kann.
- Shinta Fukuda (japanisch 福田 真太 Fukuda Shinta)
 Shinta arbeitete bei Eiji als Assistent, bevor er selbst den Durchbruch als Mangaka schaffte. Nun veröffentlicht er selbst erfolgreiche Manga-Serien, und ebenso wie Eiji ist auch er Freund und Rivale von Moritaka und Akito. Von allen Nachwuchsmangaka ist er der emotionalste, dazu ist er extrem von sich überzeugt. So ist es wenig verwunderlich, dass er der Meinung ist, die Jump revolutionieren zu können. Deshalb hat er zusammen mit Moritaka und Akito, Eiji und anderen jungen Mangaka „Team Fukuda“ gegründet. Er ist gewissermaßen der Wortführer dieser Gruppierung und legt sich auch gerne mit seinem Redakteur oder gar mit der Chefetage der Jump an.
- Kazuya Hiramaru (japanisch 平丸 一也 Hiramaru Kazuya)
 Kazuya ist Mangaka mit einer erfolgreichen Serie. Er beschloss, Manga zu zeichnen, nachdem er ein Manga-Magazin gelesen hat, obwohl er davor nichts mit Manga zu tun hatte. Doch sein Talent macht das wieder wett. Allerdings ist er enorm faul und flüchtet vor der Arbeit, wann es nur geht. Nur durch die Initiativen seines Redakteurs, der Kazuya immer wieder neu motivieren kann, bekommt dieser seine Serie gezeichnet. Seine spontane Persönlichkeit wurde ihm also zum Verhängnis, sein spontaner Entschluss, Manga zu zeichnen, raubt ihm nun fast sämtliche Freiheit.

## Veröffentlichung
In Japan wurde das erste Kapitel der Serie am 11. August 2008 im Magazin Weekly Shōnen Jump des Verlags Shūeisha veröffentlicht und das letzte Kapitel April 2012.
Am 5. Januar 2009 wurde schließlich der erste Sammelband (Tankōbon) der Serie veröffentlicht, gefolgt vom zweiten am 4. März 2009. Insgesamt ist die Serie in 20 Bänden erschienen.
Bakuman. war der erste Manga, den man vielsprachig übersetzt auf der Website von Shūeisha begutachten konnte, noch bevor er in Japan gedruckt wurde. Hierbei konnte man ihn kostenlos sowohl in der Originalsprache Japanisch als auch auf Deutsch, Französisch und Englisch lesen. Der erste Band verkaufte sich in der ersten Woche nach der Veröffentlichung über 150.000-mal und stand damit auf Platz 4 der meistverkauften Manga-Bände der Woche in Japan.
Von August 2009 bis September 2013 erschienen alle 20 Bände auf Deutsch bei Tokyopop. Zusätzlich erschienen zwischen August 2015 und Januar 2016 vier Sammelschuber mit je fünf Bänden.
Der Manga erscheint auch auf Koreanisch, Chinesisch, Thai und Englisch.

## Anime
J.C.Staff adaptierte den Manga als Anime-Serie unter der Regie von Ken’ichi Kasai und Noriaki Akitaya. Reiko Yoshida war Drehbuchautorin und Tomoyuki Shitaya Charakterdesigner.
Die erste Staffel lief vom 2. Oktober 2010 bis 2. April 2011, die zweite Staffel – auch als Bakuman. 2 (バクマン。2) bezeichnet – vom 1. Oktober 2011 bis 24. März 2012 und die dritte Staffel – Bakuman. 3 (バクマン。3) – vom 6. Oktober 2012 bis 30. März 2013, je auf dem Sender NHK. Jede Staffel bestand aus 25 Folgen.
| Rolle            | japanischer Sprecher (Seiyū) | deutscher Sprecher |
| ---------------- | ---------------------------- | ------------------ |
| Moritaka Mashiro | Atsushi Abe                  | Marcel Mann        |
| Akito Takagi     | Satoshi Hino                 | Jeffery Wipprecht  |
| Miho Azuki       | Saori Hayami                 | Eleni Möller       |
| Kaya Miyoshi     | Sayuri Yahagi                | Nicole Hise        |

## Spiele
Am 15. Dezember 2011 erschien das Nintendo-DS-Spiel Bakuman.: Mangaka e no Michi (バクマン。 漫画家への道) in Japan.

## Realverfilmung
Eine Realverfilmung vom Tōhō-Studio kam am 3. Oktober 2015 in die japanischen Kinos. Regie führte Hitoshi Ōne, die Hauptrollen sind mit Takeru Satō und Ryūnosuke Kamiki besetzt, die schon 2014 zusammen in der Realverfilmung von Rurouni Kenshin zusammen gearbeitet hatten. Die japanische Band Sakanaction steuert einen Song zum Film bei.

## Rezeption
Nachdem sich der erste Band in der ersten Woche nach Veröffentlichung im Januar 2009 über 150.000 Mal verkaufte, erreichten die Verkaufszahlen aller Bände zusammen bis Mai 2014 die 15 Millionen-Marke. Unter den Lesern der Serie ist Eiji Niizuma laut einer Umfrage von 2010 der beliebteste Charakter, gefolgt von Moritaka Mashiro und Kazuya Hiramaru.
Die deutsche Zeitschrift Animania schreibt über Bakuman., die „romantische Slice-of-Life-Story ist spannend inszeniert“ und biete sowohl Anspielungen auf Death Note, die andere Serie der beiden Künstler, als auch eine „süße Liebesgeschichte“ und sympathische Figuren für Fans von Shōjo-Serien und Comedy. Daneben liefere die Serie kritische Einblicke in „die harte Realität des japanischen Manga-Business“. Das Werk setze sich gekonnt über Genregrenzen hinweg und spreche alle Altersgruppen an.